# Хаман (уезд)
Хама́н (кор. 함안군?, 咸安郡?, Haman-gun) — уезд в провинции Кёнсан-Намдо, Южная Корея.

## История
История Хамана берёт своё начало во времена государственного объединения Пёнхан. Тогда на месте современного уезда находилось поселение Пёнджин Анъя. В эпоху Кая здесь располагался племенной союз Ара Кая. В VIII веке территория перешла под управление государства Объединённое Силла и в 757 году здесь был основан уезд Хаман. После этого территория уезда несколько раз включалась в различные административные единицы — в 995 году в Хамджу, в 1018 году в уезд Кимхэ, в 1509 году в Тохобу, а в 1906 году в уезд Чхильвон. В 1914 уезд Хаман был создан снова.

## География
Хаман расположен в юго-восточной части Корейского полуострова в центральной части провинции Кёнсан-Намдо. На востоке граничит с Чханвоном, на западе — с Чинджу, на юге — с Масаном и Ыйрёном и на севере — с Чханнёном. Ландшафт преимущественно холмистый. Высшая точка — гора Йохансан (770 метров). Северная часть уезда топографически находится ниже, чем южная. Через территорию протекают одни из важнейших рек Кореи — Нактонган и Намган. Между этими двумя реками находится площадь, пригодная для ведения сельского хозяйства.

## Административное деление
Хаман административно делится на 1 ып и 9 мёнов:

| Название    | Хангыль | Площадь, км² | Население, чел | Внутреннее деление |
| ----------- | ------- | ------------ | -------------- | ------------------ |
| Каяып       | 가야읍  | 41,22        | 18 174         | 11 ри              |
| Йонханмён   | 여항면  | 28,34        | 959            | 4 ри               |
| Кунбукмён   | 군북면  | 80,46        | 7 602          | 17 ри              |
| Попсумён    | 법수면  | 34,61        | 3 671          | 9 ри               |
| Санинмён    | 산인면  | 36,86        | 2 954          | 7 ри               |
| Тэсанмён    | 대산면  | 47,55        | 4 723          | 8 ри               |
| Хаманмён    | 함안면  | 28,92        | 3 169          | 6 ри               |
| Чхильбунмён | 칠북면  | 32,31        | 2 534          | 7 ри               |
| Чхильсомён  | 칠서면  | 35,95        | 6 292          | 9 ри               |
| Чхирвонмён  | 칠원면  | 50,59        | 16 364         | 10 ри              |

## Экономика
Экономика Хамана завязано на сельское хозяйство и пищевую промышленность. Среди сельскохозяйственных культур, производимых в Хамане можно отметить арбузы, сою, виноград, дыни, мёд, хурму.

## Туризм и достопримечательности
- Хаманская конфуцианская школа (хянгё) — была основана в середине XVII века в эпоху расцвета конфуцианства во время династии Чосон. Во время Корейской войны была разрушена, затем воссоздана усилиями южнокорейского правительства. 6 августа 1983 года комплекс зданий хаманской конфуцианской школы был внесён в список материального культурного наследия под номером 211.[5]
- Буддийский храм Чанчхонса — расположен в Чхильбукмёне. Первые постройки на месте этого храма были сделаны в IX веке, в эпоху Объединённого Силла. Главное здание храмового комплекса было возведено в 1979 году.[5]
- Парк Хамджу, с соответствующей инфраструктурой для отдыха и рекреационного туризма. На территории парка высажено более 2 тыс. деревьев и более 26 тыс. кустарников. Имеется большой сад. Общая площадь парка — 60 тыс. м².[6]
- Фестиваль искусств Арадже, проходящий ежегодно в ноябре. Фестиваль посвящён культурному наследию Кая. В программе выступления фольклорных коллективов, театрализованные шествия, спортивные состязания.[7]
- Отпечатки ископаемой птицы мезозойской эры, найденные в местечке Йонсанни района Чхильвонмён. Птица, которой принадлежали эти отпечатки, была названа в честь уезда Koreanaornis hamanensis. Также в этих местах находят отпечатки лап динозавров и других вымерших птиц.[8]

## Символы
Как и остальные города и уезды Южной Кореи, Хаман имеет ряд символов:
- Дерево: хурма — является символом богатства.
- Цветок: цинния — символизирует способности и жизненный дух жителей уезда.
- Птица: сорока — символизирует удачу и хорошие новости.
- Маскот: Весёлый бык Удори, символизирующий животноводческую промышленность Хамана.